# Mark Strong

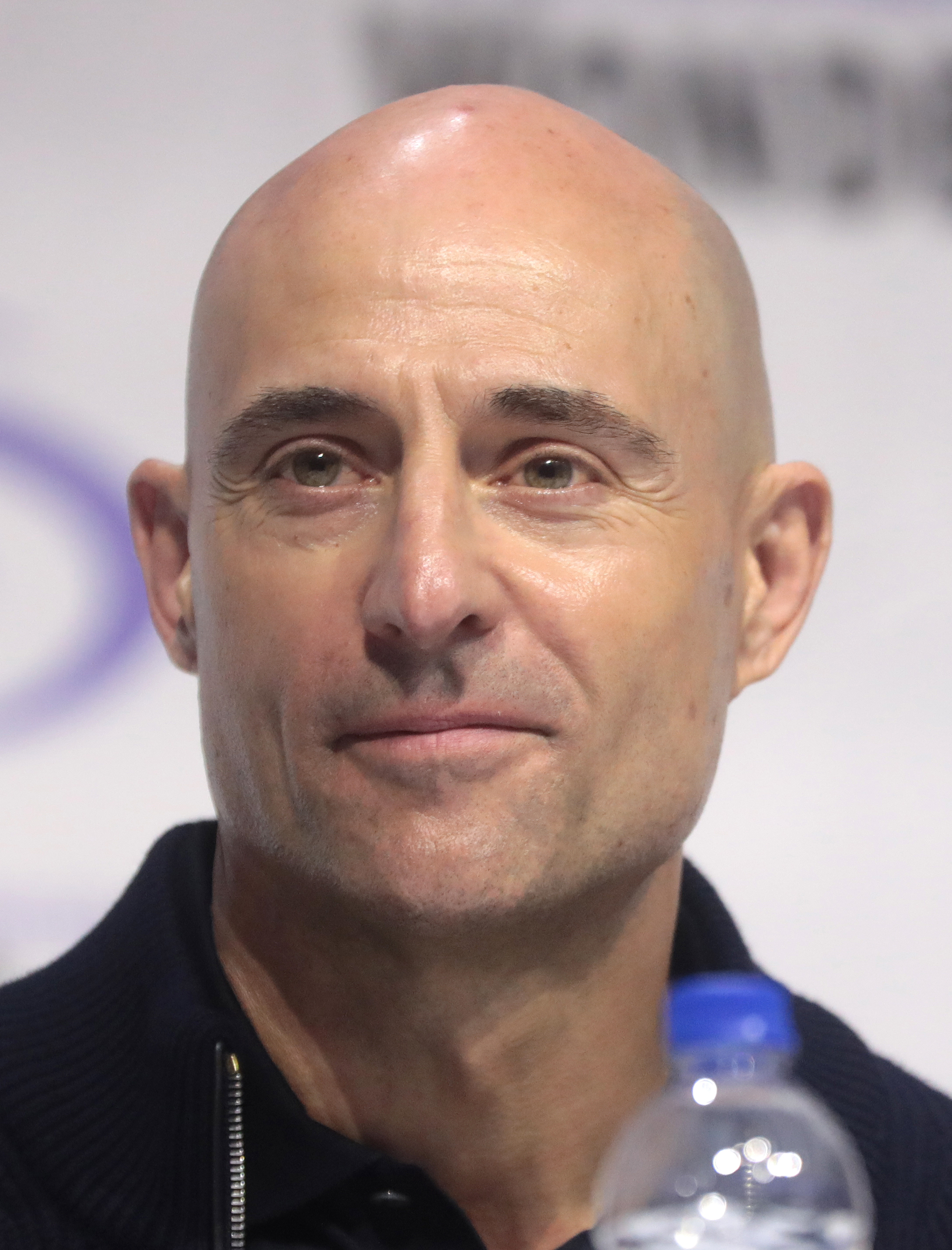
Mark Strong (2019)

Mark Strong (* 5. August 1963 in Islington, London, England als Marco Giuseppe Salussolia) ist ein britischer Schauspieler.

## Leben und Werdegang
Der britische Charakterdarsteller Mark Strong wurde unter dem Namen Marco Giuseppe Salussolia geboren. Seine Eltern – seine Mutter stammt aus Österreich, sein Vater ist Italiener – beschlossen, eine Namensänderung zu beantragen. Sie gingen davon aus, dass ihr Sohn es mit einem britisch klingenden Namen in London leichter haben würde.
Nach seinem Schulabschluss entschloss sich Strong, der fließend Deutsch spricht, zu einem Jurastudium in München. Nach einem Jahr brach er das Studium ab und ging zurück nach England, wo er an der Royal Holloway, einem College der Universität London, Schauspiel und Anglistik studierte. Nach seinem Abschluss besuchte er die Bristol Old Vic Theatre School.
Neben verschiedenen Rollen in diversen Bühnenstücken hatte Mark Strong zu dieser Zeit auch seinen ersten Fernsehauftritt in der britischen Fernsehserie After Henry (1989). Nachdem er die darauffolgenden Jahre in verschiedenen Fernsehserien und Filmen, unter anderem in The Bill (1990) und Heißer Verdacht (1993), zu sehen war, folgte mit Century seine erste Rolle in einem Kinofilm. Doch wirkte er auch danach immer wieder in Fernsehproduktionen mit. So spielte er 1996 neben Kate Beckinsale die männliche Hauptrolle in einer Verfilmung von Jane Austens Emma und neben Sean Bean in Die Scharfschützen.

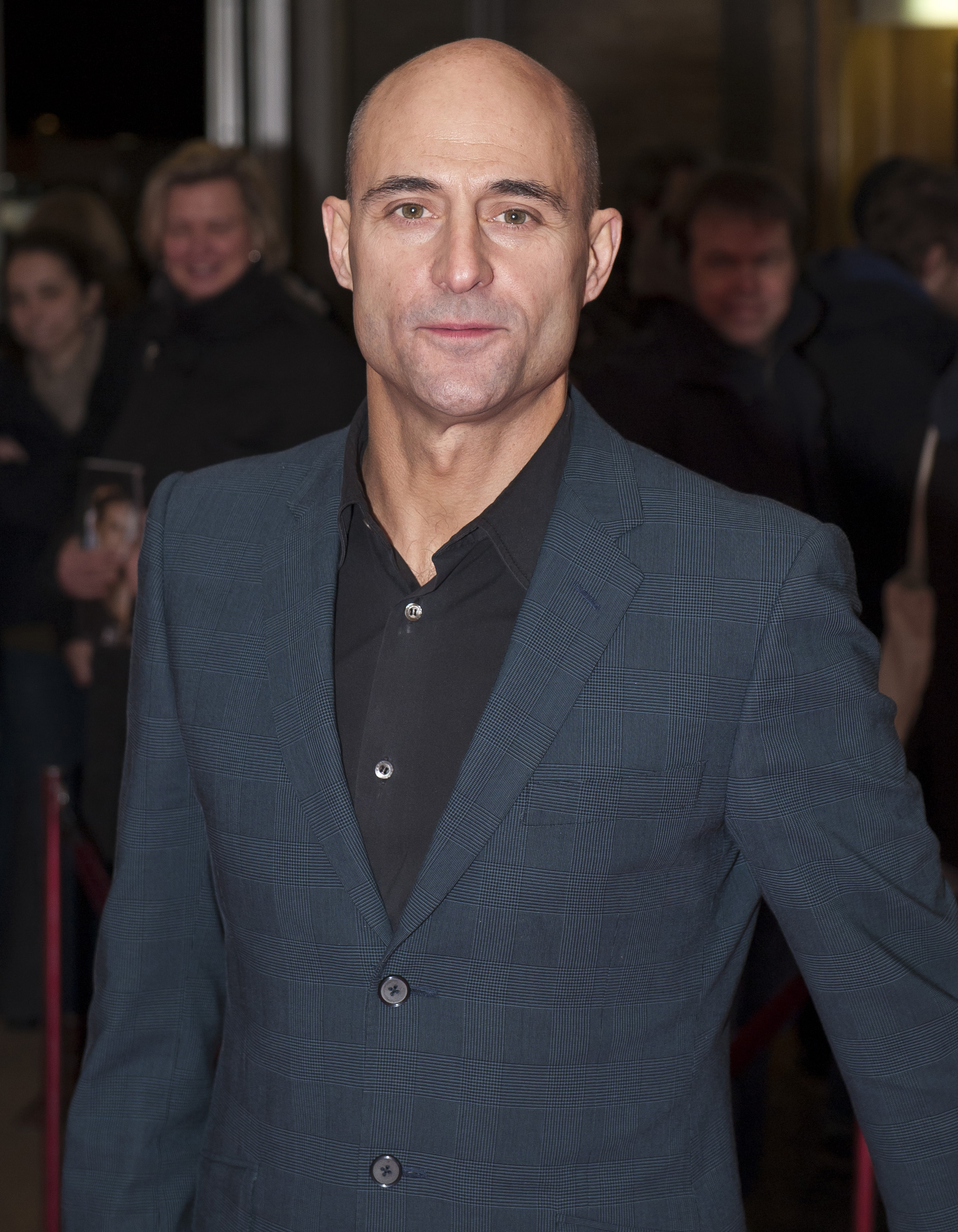
Strong bei der Premiere seines Films The Guard auf der Berlinale 2011

Eine seiner bekanntesten Rollen ist die des Steve in der Nick-Hornby-Adaption Fever Pitch (1997) mit Colin Firth. Sein Auftritt in It’s All About Love brachte ihm 2003 schließlich den Durchbruch als Schauspieler. Danach folgten unter anderem Rollen in Syriana (2005) und Roman Polańskis Verfilmung des Dickens-Klassikers Oliver Twist (2005). 2007 stand er dann an der Seite von Michelle Pfeiffer und Robert De Niro in Der Sternwanderer in der Rolle des Septimus vor der Kamera. Im Jahr 2008 war Strong in Guy Ritchies Rock N Rolla zu sehen, der zweiten Zusammenarbeit mit dem Regisseur nach Revolver. Ein drittes Mal arbeitete er 2009 mit Ritchie bei dem Film Sherlock Holmes zusammen, in dem er Lord Blackwood darstellte.
Im Jahr 2003 war Strong für den Laurence Olivier Theatre Award für seine Nebenrolle in einer Bühnenproduktion von Was ihr wollt nominiert. Für die Rolle des homosexuellen Gangsters in The Long Firm wurde er 2005 mit dem Preis als bester Schauspieler bei den Broadcasting Press Guild Awards ausgezeichnet.
2018 wurde er in die Academy of Motion Picture Arts and Sciences berufen, die jährlich die Oscars vergibt.
Im Filmdrama Obsession von 1997 wird Daniel Craig in der deutschen Synchronisation von Mark Strong gesprochen, weil dieser fließend Deutsch spricht und ein Sprecher mit englischem Akzent für die Rolle gebraucht wurde.
Zu den deutschen Synchronstimmen von Mark Strong zählen Erich Räuker (z. B. in Der Sternwanderer), Dennis Brandau (in Flashbacks of a Fool) und Tom Vogt (u. a. in Sherlock Holmes).
Strong ist mit der Filmproduzentin Liza Marshall verheiratet und hat mit ihr zwei Söhne.

## Filmografie (Auswahl)
- 1989: EastEnders (Fernsehserie, eine Folge)
- 1990: Inspektor Morse, Mordkommission Oxford (Inspector Morse, Fernsehserie, Folge 4x04)
- 1990: The Bill (Fernsehserie, Folge 6x07)
- 1993: Century
- 1993: Heißer Verdacht (Prime Suspect, Fernsehserie, 2 Folgen)
- 1994: Captives
- 1996: Emma (Fernsehfilm)
- 1996: Die Scharfschützen (Sharpe’s Mission, Fernsehserie, Folge 4x03)
- 1997: Ballfieber (Fever Pitch)
- 1997: Obsession (deutsche Synchronstimme für Daniel Craig)[5]
- 1998: Lieber gestern als nie … (The Man with Rain in His Shoes)
- 1999: Ein Hauch von Sonnenschein (The Taste of Sunshine)
- 2001: To End All Wars – Die wahre Hölle (To End All Wars)
- 2001: Hotel
- 2003: It’s All About Love
- 2004: The Long Firm
- 2005: Revolver
- 2005: Oliver Twist
- 2005: Syriana
- 2006: Tristan & Isolde
- 2007: Sunshine
- 2007: Der Sternwanderer (Stardust)
- 2008: Miss Pettigrews großer Tag (Miss Pettigrew Lives for a Day)
- 2008: Flashbacks of a Fool
- 2008: Babylon A.D.
- 2008: Rock N Rolla (RocknRolla)
- 2008: Good
- 2008: Der Mann, der niemals lebte (Body of Lies)
- 2009: Die Mandela-Verschwörung (Endgame)
- 2009: Victoria, die junge Königin (The Young Victoria)
- 2009: Sherlock Holmes
- 2010: Kick-Ass
- 2010: Robin Hood
- 2010: The Way Back – Der lange Weg (The Way Back)
- 2011: Dame, König, As, Spion (Tinker, Tailor, Soldier, Spy)
- 2011: Der Adler der neunten Legion (The Eagle)
- 2011: Green Lantern
- 2011: The Guard – Ein Ire sieht schwarz (The Guard)
- 2011: Black Gold
- 2012: John Carter – Zwischen zwei Welten (John Carter)
- 2012: Blood – You Can’t Bury The Truth (Blood)
- 2012: Zero Dark Thirty
- 2013: Enemies – Welcome to the Punch (Welcome to the Punch)
- 2013: Low Winter Sun (Fernsehserie, 10 Folgen)
- 2013: Mindscape
- 2014: Ich. Darf. Nicht. Schlafen. (Before I Go to Sleep)
- 2014: The Imitation Game – Ein streng geheimes Leben (The Imitation Game)
- 2014: Kingsman: The Secret Service
- 2016: Der Spion und sein Bruder (Grimsby)
- 2016: Operation Mars (Approaching the Unknown)
- 2016: Die Erfindung der Wahrheit (Miss Sloane)
- 2016: Jadotville
- 2017: Kingsman: The Golden Circle
- 2017: 6 Days
- 2018: The Catcher Was a Spy
- 2018: Deep State (Fernsehserie, 8 Folgen)
- 2019: Shazam!
- 2019: Der dunkle Kristall: Ära des Widerstands (The Dark Crystal: Age of Resistance, Fernsehserie)
- 2019: 1917
- 2019–2021: Temple (Fernsehserie, 15 Folgen)
- 2021: Cruella
- 2021: Charlotte
- 2022: Tár
- 2022: Nocebo
- 2023: Shazam! Fury of the Gods
- 2023: Murder Mystery 2
- 2023: The End We Start From
- 2024: Atlas
- 2024: The Silent Hour
- 2024: The Penguin (Miniserie, 2 Folgen)
- 2024: Dune: Prophecy (Fernsehserie, 5 Folgen)
- 2025: Shadow Force – Die letzte Mission (Shadow Force)
- 2025: Nine Perfect Strangers (Fernsehserie, 8 Folgen)

## Auszeichnungen
- 2005: Broadcasting Press Guild Awards als Bester Schauspieler
- 2014: London Critics’ Circle Theatre Award als Bester Schauspieler